# Vinyl (vloerbedekking)
Vinyl vloerbedekking wordt gemaakt van de kunststof polyvinylchloride. Het wordt ook wel aangeduid als pvc-vloer of met de merknaam Novilon. In Nederland wordt het gemaakt in een vestiging te Coevorden van het Zwitserse concern Forbo.
Het product bestaat uit meerdere lagen. De bovenste harde laag is meestal een slijtvaste, doorzichtige, glimmende of doffe laag. De kunststof kan bedrukt worden met een fantasieontwerp; soms wordt er een houtstructuur op afgedrukt alsof het parket of een uit houten delen bestaande vloer zou zijn. Andere gebruikte motieven zijn marmer, stenen plavuizen, kurk en traanplaat.
De vinyl vloerbedekking die bij consumenten wordt gelegd is meestal 400cm breed. Aan de onderzijde bevindt zich een zachte schuimlaag. Hierdoor veert de vloerbedekking enigszins en geeft een geluidsreductie in de ruimte en naar eventuele ondergelegen ruimtes. Om te voldoen aan de gebruikelijke eisen die in een woonomgeving gesteld worden dient Vinyl toegepast te worden op een zwevende dekvloer. Voor projecten is het materiaal meestal 200cm breed en heeft het een compacte of een harde schuimrug. Deze kwaliteit wordt voornamelijk toegepast als een harde onderhoudsvriendelijke vloer gewenst is. 

## Asbest
Tot midden jaren 80 werd er vaak asbest aan het vinyl toegevoegd. Dit is te herkennen aan een grijze, gele of groene karton, vilt-achtige onderlaag. Zolang deze vloerbedekking niet bewerkt wordt is het aanwezige asbest niet schadelijk. Als asbesthoudend zeil wordt verwijderd is er risico van verstuiving en inademing.